# ژان-شارل پیشون
کنستانت ژان شارل ماری پیشون (به فرانسوی: Constant Jean Charles Marie Pichon) نویسنده، شاعر، نمایش‌نامه نویس، فیلسوف و ریاضی‌دان قرن بیستم میلادی اهل فرانسه بود.